# Тая (Австрія)
Тая (нім. Thaya) — ярмаркова комуна  (нім. Marktgemeinde)  в Австрії, у федеральній землі  Нижня Австрія.
Входить до складу округу Вайдгофен-ан-дер-Тая. Населення становить 1393 особи (станом на 31 грудня 2013 року). Займає площу 43 км².

## Розташування
| Гаштерн                              | Доберсберг           |                       |
| Пфаффеншлаг-бай-Вайдгофен-ан-дер-Тая | Розташування         | Карльштайн-ан-дер-Тая |
|                                      | Вайдгофен-ан-дер-Тая |                       |